# Além de tudo (Canção)
"Além de tudo" é uma canção escrita pelo Pianista, Cantor e Compositor Benito di Paula. Foi lançada no disco de 1974 Gravado ao Vivo que conta também com outra música de grande sucesso que é Charlie Brown.